# Pelourinho de Óbidos
O Pelourinho de Óbidos situa-se na freguesia de Santa Maria, São Pedro e Sobral da Lagoa, na vila de Óbidos, sub-região do Oeste, Portugal.
Está classificado como Monumento Nacional desde 1910.
É um estrutura cilíndrica, construída em calcário (local), que na Idade Média servia de ponto de aplicação da justiça. Apresenta, numa das faces, o escudo com as armas reais e, na outra, o camaroeiro de D. Leonor, que esta rainha doou à vila em memória da rede em que os pescadores lhe trouxeram o seu filho morto num acidente de caça.